# Tomba degli Àuguri
La tomba degli Àuguri di Tarquinia è una tomba a camera etrusca dipinta, situata nella necropoli dei Monterozzi. Scoperta nel 1878 è costituita unicamente da una piccola camera rettangolare con soffitto a doppio spiovente; sul pavimento le impronte delle zampe di due letti funebri. La decorazione parietale fu realizzata ad affresco tra il 530 e il 520 a.C. da un pittore greco-orientale, probabilmente focese, il cui stile è stato associato a quello delle maestranze nord-ioniche attive a Elmalı (Licia settentrionale) così come ai frammenti pittorici provenienti dalla Casa dipinta di Gordio. La tomba degli Auguri appartiene allo stesso ambiente culturale della tomba dei Giocolieri e della tomba delle Olimpiadi e insieme a queste è tra le prime tombe tarquiniesi in cui la decorazione pittorica si allarga a riempire quasi interamente le pareti, inaugurando la nuova tradizione della seconda metà del VI secolo a.C., rispetto alla precedente esemplificata dalla tomba dei Tori. Dalla seconda metà del VI secoio a.C., durante la fase arcaica, la pittura parietale a Tarquinia trasse grande impulso dagli scambi commerciali con i Greci che frequentavano lo scalo portuale di Gravisca e, soprattutto, dall'arrivo in Etruria meridionale di maestranze greco-orientali provenienti dalla Ionia, fuggite dalla propria terra dopo l'invasione dei Persiani.

## Descrizione
Il ciclo pittorico rappresenta il rituale funebre con i giochi a esso collegati. Sulla parete di fondo è rappresentata la tradizionale porta degli inferi e accanto ad essa, da entrambe le parti, due personaggi, forse sacerdoti, rappresentati nell'atto del compianto funebre. Sulla parete di destra un personaggio in veste purpurea, segno di potere pubblico, si volta verso la porta dell'Ade con un gesto di saluto ed è seguito da un servitore che reca una sella curule (diphros) e da un altro personaggio seduto in terra. Sempre sulla stessa parete un personaggio con bastone ricurvo identificato come un giudice di gara segue l'incontro di lotta tra due atleti; infine la parete è completata dalla scena con il Phersu, personaggio così identificato dall'iscrizione, che partecipa ad un gioco crudele, antesignano dei combattimenti gladiatori romani, tenendo al guinzaglio una belva la quale azzanna un secondo personaggio in perizoma e con la testa avvolta in un cappuccio. La parete di ingresso è decorata con due personaggi non identificabili a causa del cattivo stato di conservazione. Sulla parete di sinistra un altro Phersu è rappresentato in atto di correre o di danzare, insieme ad un auleta e a due pugili.

## Stile
La tomba degli Auguri inaugura la nuova tradizione tarquiniese della decorazione in grande formato, mostrando la capacità del decoratore nell'elaborazione di un disegno compositivo particolarmente equilibrato con una sicurezza assente ad esempio nell'autore della tomba dei Tori. Si tratta per altro di una capacità che si manifesta in modo immediato, per cui si tende a ritenerlo un artista ionico immigrato, forse focese.